# Olivier Lenglet
Pour les articles homonymes, voir Lenglet.
Olivier Lenglet, né le 20 février 1960 à Saint-Quentin (Aisne), est un escrimeur français.

## Carrière
Membre de l'équipe de France d'épée de 1981 à 1992, le palmarès d'Olivier Lenglet comprend deux médailles olympiques par équipe (Los Angeles 1984 et Séoul 1988) et deux Coupes du monde à l'épée en individuel (1984 et 1990).
Champion du monde par équipe en 1982 et 1983, deux fois champion de France en 1986 et 1990, Olivier Lenglet assure les fonctions de conseiller et d'organisateur d'événements sportifs.
Son parcours professionnel :
- 1987-1988 : Université Pierre-et-Marie-Curie (Paris VI) - Entraineur des équipes
- 1988-1992 : Ville de Nîmes - Adjoint au Directeur des sports
- 1992-1994 : Sport Ingenierie consultant
- 1995-1999 : Mairie de Paris Cabinet du maire - Conseiller sport jeunesse
- 1999-2001 : Candidature de Paris 2008 - Directeur des sports
- 2002-2003 : Comité international olympique - Direction des sports
- 2003-2005 : Candidature de Paris 2012 - Directeur des relations avec le monde sportif
- 2010 : Championnats du monde d'escrime 2010 - Directeur Général du Comité d'Organisation (COMEP)

Par ailleurs, Olivier Lenglet exerce les fonctions de président de la section escrime du Stade français. 

## Palmarès
- Jeux olympiques d'été
  -  Médaille d'or en épée par équipe aux Jeux olympiques d'été de 1988 à Séoul aux côtés de Frédéric Delpla, Jean-Michel Henry, Philippe Riboud et Éric Srecki
  -  Médaille d'argent en épée par équipe aux Jeux olympiques d'été de 1984 à Los Angeles aux côtés de Philippe Boisse, Jean-Michel Henry, Philippe Riboud et Michel Salesse

- Championnats du monde
  -  Médaille d'or en épée par équipe en 1982 et 1983
  -  Médaille d'argent en épée par équipe en 1990 et 1991
  -  Médaille de bronze par équipe en 1987
  -  Médaille de bronze individuelle en épée en 1986
  - Coupe d'Heidenheim 1991
  - Grand Prix de Berne 1992

- Universiade
  -  Médaille d'argent à l'Universiade de Bucarest en juillet 1981, battu en finale par 8 à 10 par le Suédois Voeggace [1].

## Référence et Lien externe
- (en) Olivier Lenglet sur le site Sports-reference.com
- 1. Journal L'Equipe du lundi 27 juillet 1981 : résultats complets de la compétition d'épée masculine et article de Michel Thierry intitulé Lenglet récolte l'argent.